# Chris Palmer (judoka)
Chris Palmer (ur. 15 maja 1956) – australijski judoka.
Uczestnik mistrzostw świata w 1993 i 1999. Zdobył sześć medali mistrzostw Oceanii w latach 1988 - 1996. Mistrz Australii w 1988, 1992, 1993, 1994 i 1999 roku.